# Уэйн (округ, Пенсильвания)
Округ Уэйн (англ. Wayne County) располагается в штате Пенсильвания, США. Официально образован 21 марта 1798 года. По состоянию на 2010 год, численность населения составляла 52 822 человека.

## География
По данным Бюро переписи США, общая площадь округа равняется 1945,092 км2, из которых 1888,112 км2 суша и 54,390 км2 или 2,840 % это водоемы.

## Население
По данным переписи населения 2000 года в округе проживает 47 722 жителей в составе 18 350 домашних хозяйств и 12 936 семей. Плотность населения составляет 25,00 человек на км2. На территории округа насчитывается 30 593 жилых строений, при плотности застройки около 16 строений на км2. Расовый состав населения: белые — 96,73 %, афроамериканцы — 1,59 %, коренные американцы (индейцы) — 0,14 %, азиаты — 0,38 %, гавайцы — 0,00 %, представители других рас — 0,52 %, представители двух или более рас — 0,64 %. Испаноязычные составляли 1,70 % населения независимо от расы.
В составе 30,30 % из общего числа домашних хозяйств проживают дети в возрасте до 18 лет, 57,20 % домашних хозяйств представляют собой супружеские пары проживающие вместе, 8,90 % домашних хозяйств представляют собой одиноких женщин без супруга, 29,50 % домашних хозяйств не имеют отношения к семьям, 25,20 % домашних хозяйств состоят из одного человека, 12,20 % домашних хозяйств состоят из престарелых (65 лет и старше), проживающих в одиночестве. Средний размер домашнего хозяйства составляет 2,50 человека, и средний размер семьи 2,98 человека.
Возрастной состав округа: 24,00 % моложе 18 лет, 6,10 % от 18 до 24, 26,80 % от 25 до 44, 25,60 % от 45 до 64 и 25,60 % от 65 и старше. Средний возраст жителя округа 41 лет. На каждые 100 женщин приходится 100,70 мужчин. На каждые 100 женщин старше 18 лет приходится 98,50 мужчин.